# Simson KR 50

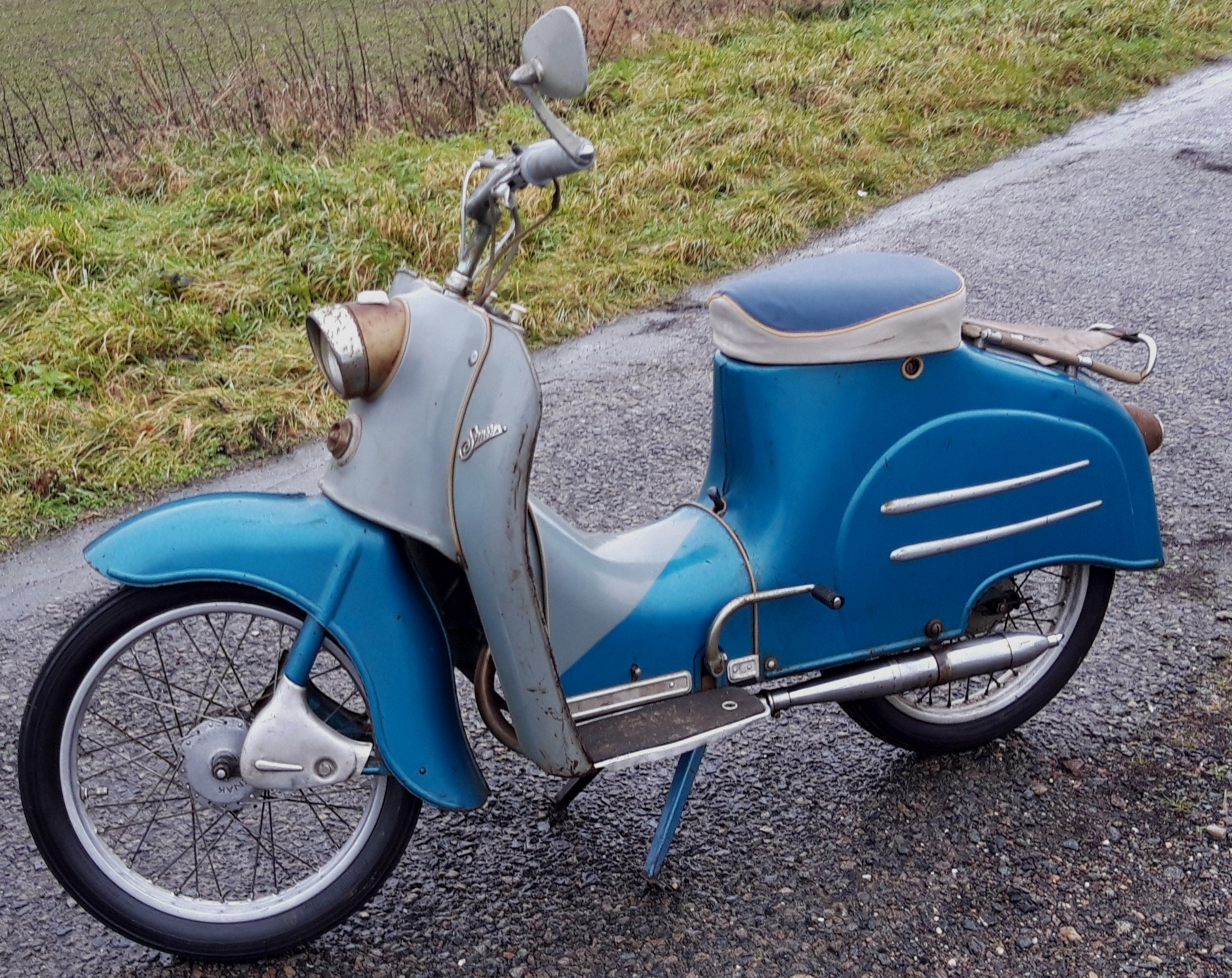
KR 50 von 1960, Seitenansicht

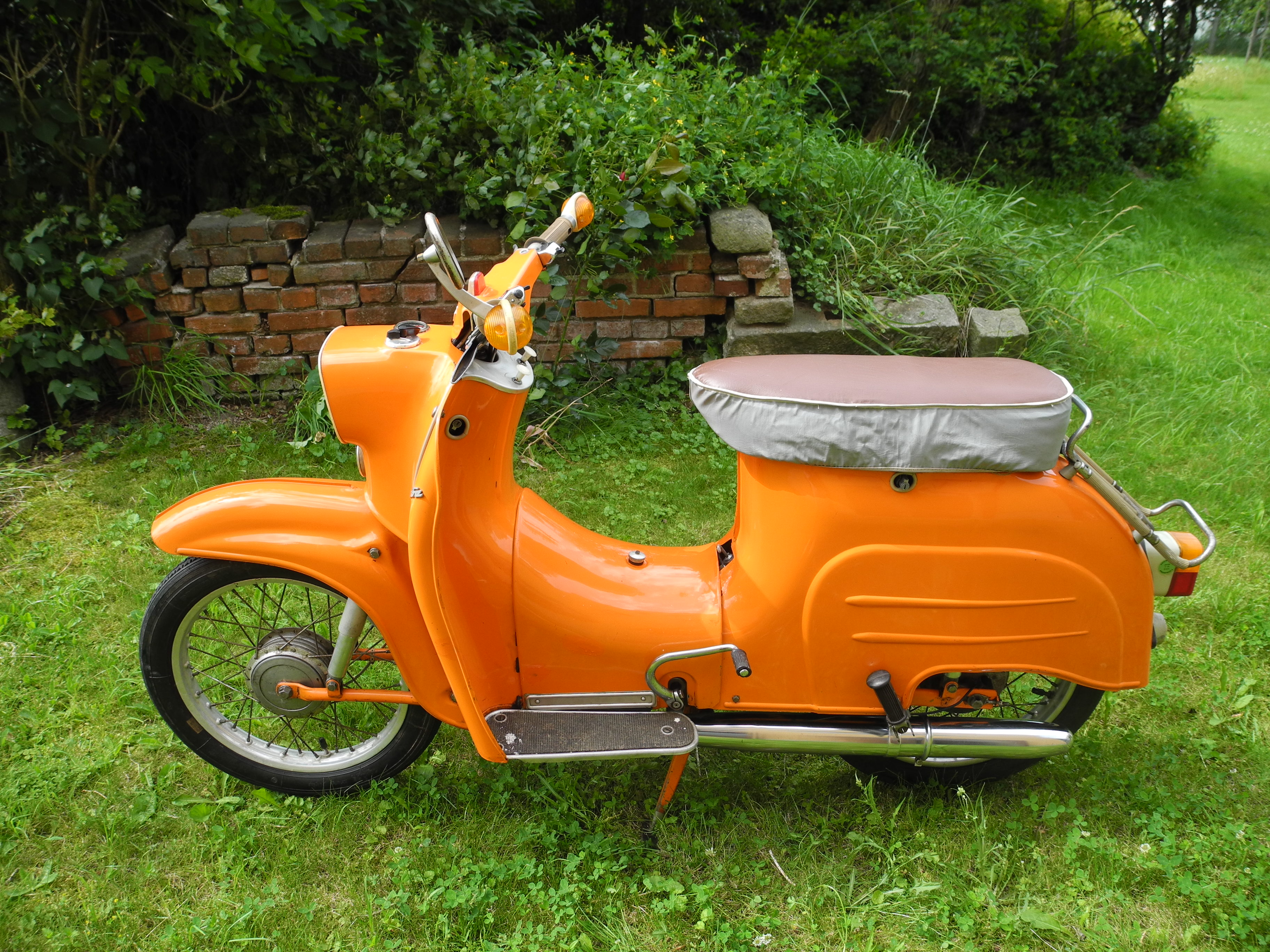
Zum Vergleich: Simson KR 51 „Schwalbe“

Der Simson KR 50 (Klein-Roller 50)  ist ein verkleidetes Kleinkraftrad in Roller-Optik, das von 1958 bis 1964 insgesamt 164.500 mal bei Simson in Suhl (Thüringen) gebaut wurde. Gestalterische Elemente des KR 50 fanden sich deutlich in dessen Nachfolger, dem  KR 51 „Schwalbe“ wieder.

## Geschichte
Der KR 50 ging 1958 in Serie, nachdem wiederholt Versuchsmuster von Kleinrollern in der DDR vorgestellt worden waren. Beispielsweise hatte 1954 der Leipziger Rolf Berger seinen Motorroller Pünktchen mit 50 cm³ Hubraum und 1,3 PS Leistung präsentiert, und in Leipzig war 1955 ein Kleinstmotorroller mit 50 cm³ und 35 km/h Höchstgeschwindigkeit konstruiert worden. Beide Entwürfe gingen nicht in Serienfertigung. So war der Simson KR 50 der erste Kleinroller der DDR, konzeptionell eine Mischform aus Mokick und Motorroller.
Ursprünglich war für den zweiten Fünfjahrplan der Bau von Modellen SR 1, SR 2 und SR 3 parallel vorgesehen, wobei unter dem SR3 ein kleinrollerartiges Fahrzeug verstanden wurde. Letztlich kam es auch so, allerdings wurde die Fertigung des SR 1 zugunsten des SR 2 eingestellt. Die Jawa 50 mit Kickstarter und Fußrasten weckte in der Bevölkerung schon 1956 den Wunsch, dass Simson ein Mokick produziert. Tatsächlich erhielt der KR 50 1958 einen Kickstarter. Er hatte die bekannte Zweigang-Handschaltung und – wie damals üblich – nur Platz für den Fahrer. Die Blechkarosserie des Rollers bot einen umfassenden Schmutzschutz. Neu im Vergleich zum Moped war überdies die Fernbedienung von Tupfer und Choke sowie der großzügige Gepäckträger, der sich auch an der Simson-„Vogelserie“ wiederfand. Ein abziehbarer Benzinhahn als Diebstahlschutz setzte sich nicht durch. Der KR 50 wurde in zwei Farben ausgeliefert – kupferbraun/beige und diaphanblau/grau – beides mit einer Art Hammerschlaglackierung. Wegen der blechintensiven Verkleidung waren beim Kleinroller verglichen mit dem Mopedmodell SR 2 nur begrenzte Stückzahlen möglich, insgesamt wurden 164.500 Fahrzeuge produziert.
Der Hersteller des Motors war der VEB Büromaschinenwerk Sömmerda, der vor dem Zweiten Weltkrieg zum Rheinmetall-Konzern gehörte. Die Seitendeckel des Motors zeigten noch den Schriftzug „Rheinmetall“.

## Modellpflege
1959 wurde die Vorderradgabel mit langhubigen Schraubenfedern und Nachlauf ausgestattet. Die Kette wurde verstärkt, dickere Reifen wurden eingesetzt, das Signalhorn verbessert und weitere Farben in das Programm aufgenommen. Ab 1960 gab es weitere Neuerungen, wobei unter anderem ein Kippständer aus Blechprägeteilen den Rohrständer ablöste. Im Frühjahr 1962 gab es ab Fahrgestellnummer 82132 eine neue Hinterradfederung. Verwendet wurden erstmals die damals neuartigen reibungsgedämpften Federbeine mit 85 mm Federweg. Im Vergleich zur bisherigen ungedämpften Ausführung war das zwar eine deutliche Verbesserung, die Qualität hydraulischer Federbeine wurde jedoch  nicht erreicht. Die Vorderradführung wurde ebenfalls geändert und vom damals aktuellen SR2E übernommen. Insgesamt bescherte die neue Gabel- und Schwingenkonstruktion mehr Fahrsicherheit und der um 12 mm verlängerte Federweg mehr Komfort. In dem Zusammenhang verringerte sich die Fahrzeugmasse geringfügig. Das größere Rücklicht schloss das Änderungspaket im Oktober 1962 ab. Auch 1963 gab es noch einige Modifikationen, äußerlich sind diese Fahrzeuge an einem  Blechprägelenker erkennbar, der den Rohrlenker ablöste. Weiterhin wurde das Fassungsvermögen des Tanks um einen halben Liter auf 6,8 l erhöht, woraus sich nunmehr eine Reichweite von 270 km ergab. Ein neu abgestimmter Schalldämpfer führte zu verbessertem Drehmoment und einer geringfügigen Leistungssteigerung um 0,2 PS.

## Eigenschaften
Die Konstruktion folgt nicht den typischen Merkmalen anderer Motorroller, da der KR 50 mit vorn angeordnetem Motor, dem recht hohen Durchstieg und großen 16"-Rädern eher den Charakter eines sportlichen Mokicks hat. Im Vergleich zur übrigen Modellpalette der Simsonwerke sah man eine andere Zielgruppe, und so wurde KR 50 stets mit Frauen beworben.
Als ein Vorteil des KR 50 gilt der ausgezeichnete Wetterschutz. Die Heckverkleidung, in Gestalt eines simplen Blechkastens, wurde von der Fachpresse als missglückt bezeichnet -- der vorn angeordnete Motor hätte hier wesentlich mehr gestalterische Möglichkeiten zugelassen. Tatsächlich ist der Heckpanzer beim KR 50 aber erheblich breiter als bei der Schwalbe und vermittelt dadurch nicht nur einen rollertypischen Eindruck, sondern ermöglicht auch einen breiteren Sitz als bei der Schwalbe.

## Technische Daten
| Kenngröße                     | Simson KR 50 |
| ----------------------------- | --- |
| Motor                         | Einzylinder-Zweitaktmotor mit Flachkolben                                                                                         |
| Kühlung                       | Fahrtwind |
| Starter                       | Kick |
| Hubraum (cm³)                 | 47,6 |
| Hub/Bohrung (mm)              | 42/38 |
| Verdichtung                   | 7,5:1; ab 1963 8,5:1 |
| Leistung (PS/min)             | 2,1/5500; ab 1963 2,3/5500 |
| Zündkerze                     | M14/225 |
| Vergaser                      | BVF Zentral-Schwimmer-Vergaser NKJ 132-0; ab 1963 NKJ 133-2                                                                       |
| Getriebe                      | Zwei-Gang mit Handschaltung über Bowdenzug (Drehgriffschaltung)                                                                   |
| Kupplung                      | Dreischeiben-Ölbadkupplung |
| Bereifung                     | 20x2,25; ab 1963 16x2,50 DIN 7802                                                                                                 |
| Rahmen                        | Doppelrohr |
| Bremse vorn/hinten            | Innenbacken |
| Federung vorn                 | Schwinghebel mit Gummipuffern (50 mm Federweg); ab 1959 Kurzschwinge auf Schraubenfedern (60 mm Federweg, ab 1962 72 mm Federweg) |
| Federung hinten               | Schwinge mit Schraubenfedern und Gummipuffern (55 mm Federweg), ab 1962 mit reibungsgedämpften Federbeinen (85 mm Federwerg)      |
| Eigengewicht (kg)             | 63; ab 1963 68 |
| zulässiges Gesamtgewicht (kg) | 170 |
| Höchstgeschwindigkeit         | 50 km/h |
| Verbrauch (l/100 km)          | 2,5 |
| Tankinhalt (l)                | 6,3 |
| Preis                         | 1150 Mark der Deutschen Notenbank (MDN); 1265 MDN mit Leichtmetallfelgen und Zweifarbenlackierung                                 |
| Bauzeit                       | 1958–1964 |
| Stückzahl                     | 164 500 |
| elektrische Anlage            | Schwunglichtmagnetzünder 15/18 W mit Lichtspule 6 V, 18 W                                                                         |
| Sonstiges                     | Scheinwerfer: 15/15 W, 6 V; Signalhorn über zwei Trockenbatterien                                                                 |